# 六所神社 (市川市)

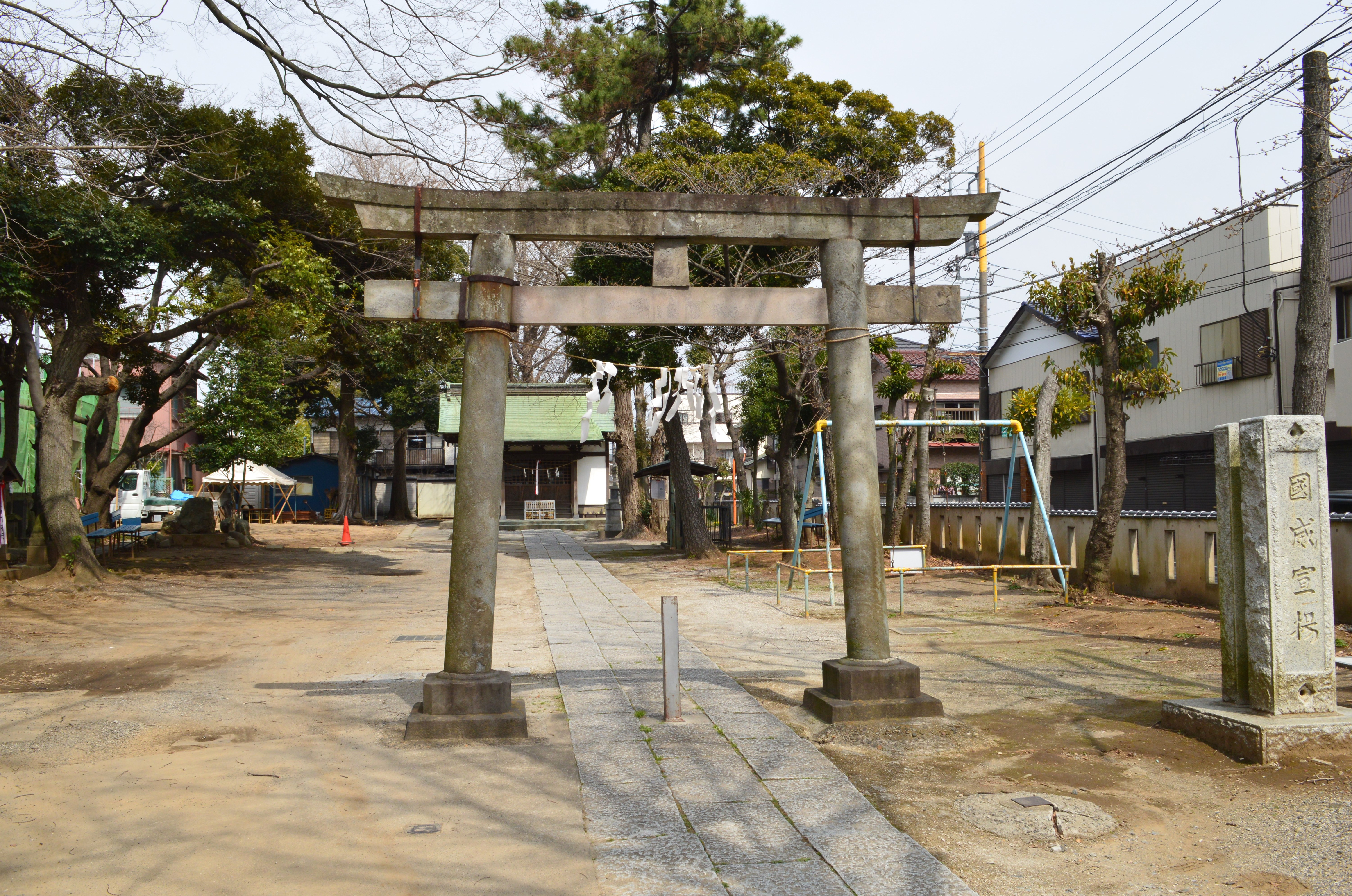
鳥居

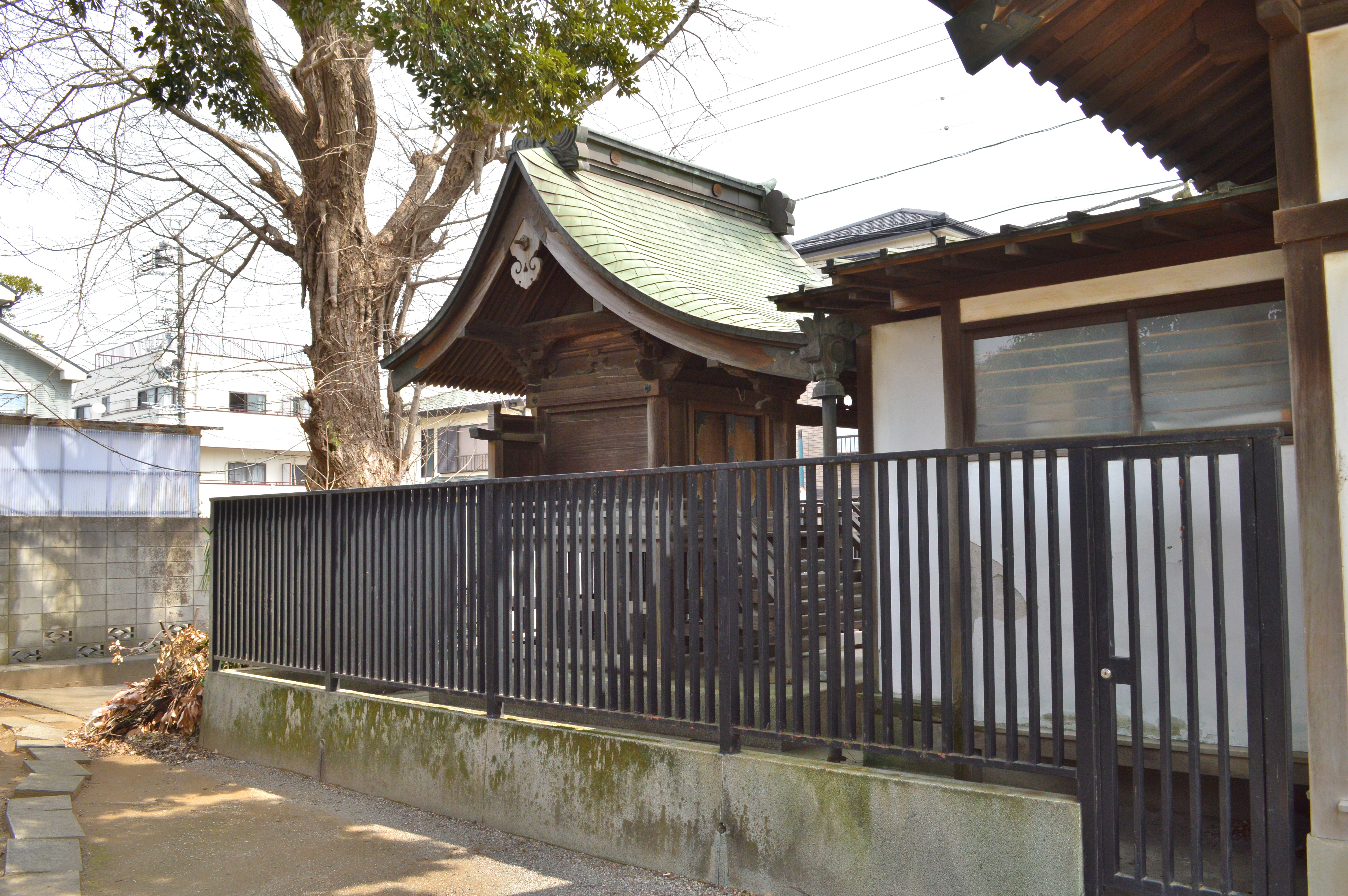
本殿

六所神社（ろくしょじんじゃ）は、千葉県市川市須和田にある神社。下総国総社で、旧社格は村社。

## 概要
古代、国司は各国内の全ての神社を一宮から順に巡拝していた。これを効率化するため、各国の国府近くに国内の神を合祀した総社を設け、まとめて祭祀を行うようになった。当社はそのうちの下総国の総社に比定される。
この六所神社は、現在地に遷座するまでは国府台のスポーツセンターの位置に鎮座した。社伝では12代景行天皇の勅願による創建という。国府台一帯は下総国府の推定地とされており、発掘調査も度々行われている。遷座は1886年（明治19年）の陸軍練兵場造成に伴うものであったが、現在地が選ばれたのは神主の屋敷地があった関係とされる。

## 祭神
祭神は次の6柱。
- 大己貴尊（おおなむちのみこと）
- 伊弉諾尊（いざなぎのみこと）
- 素盞嗚尊（すさのうのみこと）
- 大宮売尊（おおみやめのみこと）
- 布留之御魂（ふるのみたま）
- 彦火瓊々杵尊（ひこほににぎのみこと）

## 祭事
六所神社で年間に行われる祭事の一覧。
- 元旦祭 （1月1日）
- 節分祭 （2月）
- 祈年祭 （2月17日）
- 大祓式 （6月30日）
- 大祭 （10月20日）
- 勤労感謝祭 （11月23日）
- 七五三才祝 （11月15日前の日曜日）
- 大祓式 （12月31日）

## 関係地

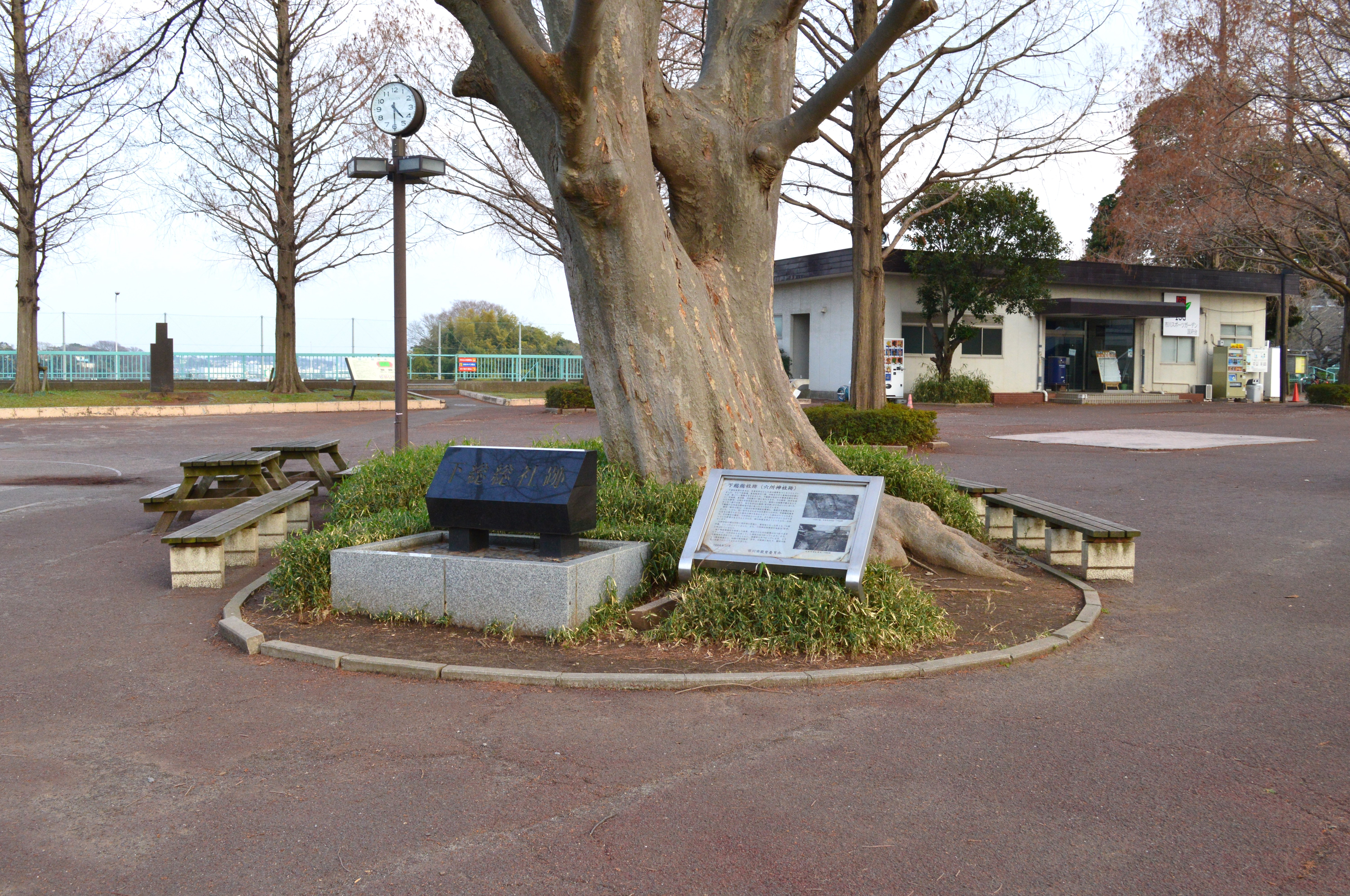
下総総社跡（市川市国府台）市川市指定史跡。

- 下総総社跡（市川市国府台、北緯35度44分38.48秒 東経139度54分26.77秒）
現在の市川市スポーツセンターの位置にある六所神社旧鎮座地。一帯は大樹が多く「六所の森」の名があり、神社跡から南の地は「府中」と呼ばれていた[3]。当地では平安時代初期までの竪穴建物の遺構が見つかっており、それ以後に総社が設けられたと見られている[3]。この旧鎮座地は、現在では「下総総社跡」として市川市指定史跡に指定されている。

## 文化財

### 市川市指定文化財
- 史跡
  - 下総総社跡 - 1975年（昭和50年）1月8日指定[4]。

## 現地情報
所在地
- 千葉県市川市須和田2丁目22

交通アクセス
- 鉄道
  - 京成電鉄京成本線 市川真間駅 （徒歩約11分）
  - 東日本旅客鉄道（JR東日本）総武本線 市川駅 （徒歩約18分）

周辺
- 下総国分寺